# فابيو ايجيولفي
فابيو ايجيولفي (بالإيطالية: Fabio Eguelfi)‏ (19 يناير 1995 بميلانو في إيطاليا - ) هو لاعب كرة قدم إيطالي في مركز الدفاع. شارك مع منتخب إيطاليا تحت 17 سنة لكرة القدم ومنتخب إيطاليا تحت 19 سنة لكرة القدم. أما مع النوادي، فقد لعب مع إنتر ميلان ونادي كريمونيسي ونادي سافونا ‏ ونادي براتو.

## وصلات خارجية
- فابيو ايجيولفي على موقع قاعدة بيانات كرة القدم.إي يو (الإنجليزية)
- فابيو ايجيولفي على موقع Soccerway.com (الإنجليزية)